# Calciatore sudamericano dell'anno 1993
Il premio di calciatore sudamericano dell'anno per il 1993 fu assegnato a Carlos Valderrama, calciatore colombiano del Junior.

## Classifica
| Pos. | Calciatore        | Naz.      | Punti | Club                   |
| ---- | ----------------- | --------- | ----- | ---------------------- |
| 1.   | Carlos Valderrama | Colombia  | 46    | Atlético Junior        |
| 2.   | Marco Etcheverry  | Bolivia   | 30    | Colo-Colo              |
| 3.   | Cafu              | Brasile   | 28    | San Paolo              |
| 3.   | Freddy Rincón     | Colombia  | 28    | América de Cali        |
| 5.   | Leonel Álvarez    | Colombia  | 18    | América de Cali        |
| 5.   | Müller            | Brasile   | 18    | San Paolo              |
| 7.   | Sergio Goycochea  | Argentina | 12    | Olimpia                |
| 8.   | Fernando Kanapkis | Uruguay   | 11    | Dep. Mandiyú           |
| 8.   | Diego Maradona    | Argentina | 11    | Newell's Old Boys      |
| 8.   | Luis Carlos Perea | Colombia  | 11    | Independiente Medellín |